# 御薗宇城
御薗宇城（みそのうじょう）は、安芸国高屋保（広島県東広島市高屋町高屋堀）にあった日本の城（山城）。史跡指定名称「平賀氏の遺跡」の1つとして、頭崎城・白山城と共に県の指定史跡。

## 沿革・歴史
鎌倉時代末期に、出羽国平鹿郡を本領としていた平鹿氏（平賀氏）の一族が、元寇に備えて西国に下り、御薗宇城を築いて拠点とした。南北朝時代に家督相続問題で家内に争いが起きたが、平鹿郡を所領としていた惣領の平賀直宗がこの高屋保に移り住んで、安芸国の有力国人領主として成長していった。
室町時代には安芸国の守護となった山名満氏（氏清の子）と対立し、応永10年（1403年）、満氏は平賀弘章が籠る御薗宇城を包囲して攻撃した。この合戦は平賀氏が他の安芸国人衆の支援を受けて3年に及ぶ長期戦となった。この戦いで弘章の子、平賀共益、平賀惟益、平賀惟元らは討死を遂げたが、最終的には山名満氏を撃退した。
時代は下り、戦国時代になると当主の平賀弘保は、文亀3年（1503年）に白山城を築いて新たな居城とした。しかし、御薗宇城は維持されたようで、廃城年は慶長5年（1600年）前後ではないかと推測される。

## 城跡の概要
御薗宇城の規模は、東西120メートル、南北170メートルに及ぶ。山城ではあるが比高も低く、平山城の形式に近い。防御拠点の機能も重視されていたが、城内には居館も併設してあり、鎌倉時代の御家人の居館様式を色濃く残している。
城郭は比高の低い丘陵を堀切で遮断し、3段の平坦な曲輪と、居館の場所を三方から馬蹄状に取り囲む土塁状の曲輪で防御している。

## 平賀氏の墓地
平賀氏の墓地はこの御薗宇城から北西500メートルにあり、平賀氏の菩提寺であった明道寺（廃寺）の跡にある。
この墓地には平賀弘保の墓、平賀隆宗やその妻の墓と伝えられる宝篋印塔や五輪塔、石仏等、約40基が現存している。
昭和44年（1969年）4月28日、平賀氏の墓地は、御薗宇城、白山城、頭崎城と共に「平賀氏の遺跡」の１つとして県指定史跡となった。

## 参考資料
- 広島県教育委員会『広島県中世城館遺跡総合調査報告書』